# طبق عيد الفصح السدر

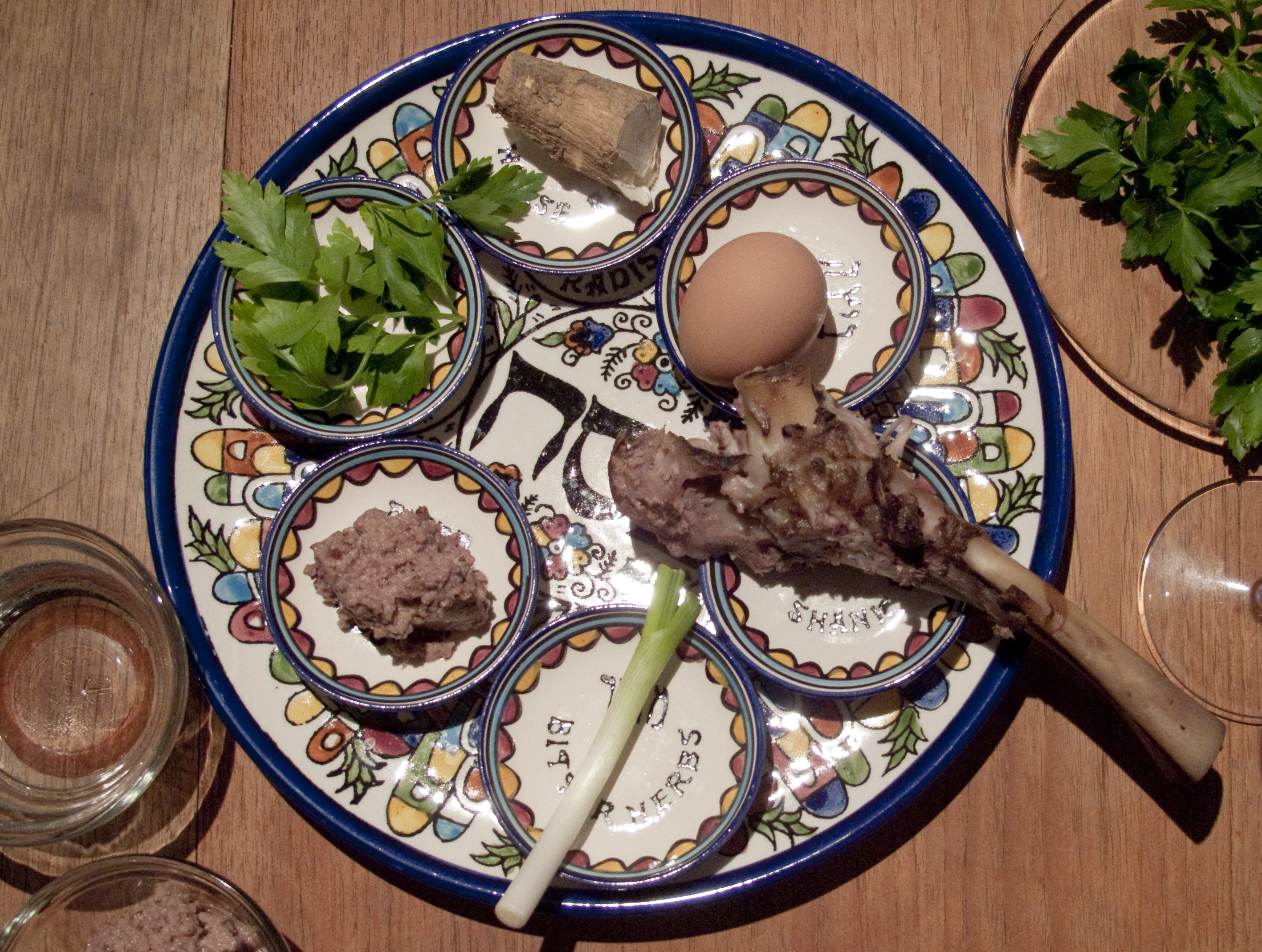
طبق عيد الفصح السدر

طبق الفصح السدر ((بالعبرية: קערה‏)، ke'ara) هو طبق خاص يحتوي على أطعمة رمزية يتم تناولها أو عرضها في عيد الفصح. الغرض من طبق عيد الفصح هو إظهار جميع الأطعمة التي تديم أفكار شعب إسرائيل وتؤكد عليها، وهي مصممة للتعبير عن تفرد السيدر. وفكرة أخر هي إبقاء الأطعمة قريبة وجاهزة في لليلة سيدر.

## الأطعمة الرمزية
كل العنصر من العناصر ستة المرتبة على الطبق له أهمية خاصة في إعادة سرد قصة الفصح الخروج من مصر التي هي محور هذه الوجبة الطقسية. العنصر الرمزي السابع المستخدم أثناء الوجبة الماتزوس لكن الثلاثة لا تعتبر جزءًا من طبق سيدر.قالب:Seder plateالعناصر الستة التقليدية على طبق سيدر هي كما يلي:

### مارور وشازيرت
مرور وشذريت من أعشاب مرة ترمز إلى مرارة وقساوة العبودية التي عانى منها العبرانيون في مصر. في التقاليد الأشكنازية، يمكن تناول الخس أو الهندباء الطازجة (كلاهما يمثل مرارة الغزوات الرومانية) أو الفجل مثل مارور في تحقيق ميتزفه لأكل الأعشاب المرة خلال سيدر. شازيرت هي أعشاب مرة إضافية، عادة ما تكون الخس الروماني، والتي تستخدم في شطيرة كوريش..

### شاروست
شاروست هي خليط بني حلو يمثل الملاط والطوب الذي استخدمه العبيد العبريون لبناء المستودعات أو الأهرامات في مصر. في منازل اليهود الأشكناز، يُصنع شاروست تقليديًا من المكسرات المفرومة والتفاح المبشور والقرفة والنبيذ الأحمر الحلو.

### كارباس
كارباسهي من نوع الخضروات أخرى غير الأعشاب المرة تمثل الأمل والتجدد، ويتم غمسها في الماء المالح في بداية السيدر. البقدونس أو أي خضار أخضر آخر. يستبدل البعض البقدونس بشريحة من البصل الأخضر (التي تمثل مرارة العبودية في مصر) أو البطاطا (التي تمثل مرارة الغيتو في ألمانيا والدول الأوروبية الأخرى)، وكلاهما شائع الاستخدام. إن غمس نبات بسيط في الماء المالح وما ينتج عن ذلك من تقطر من الماء من الخضار المذكورة يمثل بصريًا الدموع وهو تذكير رمزي بالألم الذي يشعر به العبيد العبريون في مصر. عادة، في يوم السبت أو وجبة العيد، يكون الخبز هو أول ما يؤكل بعد تناول الكيدوش على النبيذ. ولكن على مائدة السيدر، فإن أول شيء يجب تناوله بعد الكيدوش هو الخضار. يؤدي هذا فورًا إلى تلاوة السؤال الشهير ما نشتانا - «لماذا تختلف هذه الليلة عن سائر الليالي؟» كما يرمز إلى فصل الربيع، لأن اليهود يحتفلون بعيد الفصح في الربيع.

### زيروى
زيروى يُترجم أيضًا حرفياً زروى وعادةً ما يكون عظم ساق الضأن المشوي. إنه مميز لأنه هو العنصر الوحيد من نوع اللحم على طبق سيدر، ويرمز إلى قربان بيساش {ذبيحة الفصح}، أو باسكال لامب. إنه يرمزها إلى ذبيحة حمل تم رسم دمه على مدخل منازل الإسرائيليين المستعبدين حتى يمر الله فوق ذلك المنزل أثناء الطاعون العاشر.

### بيتزة
بيتزة بيضة مشوية، ترمز إلى كوربان شاغيغاه {تضحية المهرجان} التي تم تقديمها في الهيكل في القدس، يتم تحميصها وتناولها كجزء من الوجبة في ليلة سيدر. على الرغم من أن كلاً من ذبيحة الفصح وشاقيقه كانا بمثابة عروض للحوم، يتم إحياء ذكرى شاقيقه بيضة، رمز الحداد [حيث أن البيض هو أول شيء يتم تقديمه إلى المعزين بعد الجنازة]، مما يثير فكرة الحداد على تدمير الهيكل وعدم القدرة على تقديم الذبائح المنصوص عليها في الكتاب المقدس بمناسبة عيد الفصح. تم إثبات استخدام بيضة في السيدر لأول مرة في شرح شولشان أروش للقرن السادس عشر للحاخام موسى إيسرلس، ولا يُعرف متى بدأت العادة. لا يتم استخدامه خلال الجزء الرسمي من السيدر. يأكل بعض الناس بيضة مسلوقة بشكل منتظم مغموسة في الماء المالح أو الخل كجزء من الوجبة الأولى، أو كفاتح للشهية. تمثل البيضة أيضًا دائرة الحياة: الولادة والتكاثر والموت.